# لوله تراشه دابل‌لومن

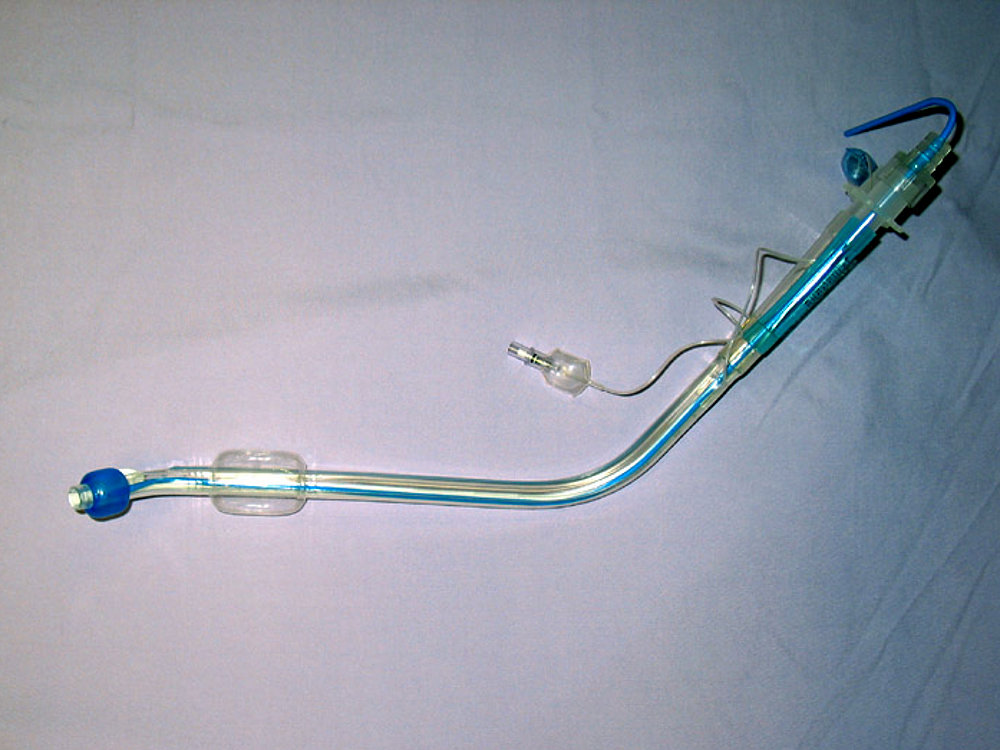
لوله دابل لومن

لوله تراشه دابل لومن یا به اختصار DLT نوعی از لوله تراشه است که در اعمال جراحی قلب و سینه یا شرایطی که باید فقط یکی از برونش‌ها تهویه را انجام دهد استفاده می‌شود.

## موارد مصرف
در چند مورد نیاز است که فقط یکی از برونش‌ها تهویه را انجام دهد. برای مثال در زمانی که قصد جدا کردن اتصال دو برونش از همدیگر برای جلوگیری از ورود خون یا عفونت و چرک از یک برونش به برونش دیگر وجود دارد از این وسیله استفاده می‌شود.
همچنین در شرایطی که لازم است فقط یکی از برونش‌ها تهویه انجام دهد مثلاً در اعمال جراحی که نیاز به دید کافی وجود دارد مانند جراحی آنوریسم آئورت یا جراحی برداشتن قسمتی از ریه معروف به لوبکتومی یا برداشتن کل برونش معروف به پنومونکتومی.

## شرح و توسعه
این وسیله از دو لوله تراشه با طول نابرابر که در کنار هم قرار گفته و به یکدیگر چسبیده‌اند تشکیل شده است. لوله کوتاه‌تر در نای بیمار قرار می‌گیرد و لوله بلندتر بسته به اینکه نیاز است کدام یک از برونش‌ها تهویه شود در نایژه راست یا چپ قرار می‌گیرد. اولین بار از این وسیله در برونکو اسپیرومتری و بعد از آن برای تهویه یک ریه در طول بیهوشی توسط (به انگلیسی: Carlens) در سال ۱۹۴۹ معرفی شد. پس از آن(به انگلیسی: White) و (به انگلیسی: Robertshaw) و افرادی دیگر تغییراتی در آن لوله ایجاد کردند.
امروزه لوله دابل لومن Carlens-Robertshaw بیشترین کاربرد را دارد. این لوله اجازه می‌دهد که در حین عمل جراحی قلب و سینه یکی از برونش‌ها تهویه شود و برونش دیگر خالی بماند تا تیم جراحی بتواند راحتتر به کار خود ادامه دهد. پس از اینکه تیم جراحی به کار خود پایان داد برونش خالی دوباره پر از هوا می‌شود تا نقاط آسیب دیده بررسی شده و ترمیم شوند. این لوله دارای دو کانال مجزا و دو دهانه جدا هستند که یک لوله در نای و لوله بلندتر عمق ۱ تا ۲ سانتی‌متری نایژه راست یا چپ قرار می‌گیرد. برای قرار دادن این لوله بهتر از برونکوسکوپ استفاده شود.
بهتر است که قبل و حین قرار دادن و همچنین پس از خروج لوله دابل لومن، تراشه بیمار به وسیله برونکوسکوپ چک شود.